# 甲信鉄道
甲信鉄道 （こうしんてつどう）は、明治時代中期に山梨県・長野県の有志者によって計画された鉄道。

## 歴史
山梨県・長野県と東京・横浜を結ぶ鉄道として、1887年（明治20年）に御殿場 - 甲府 - 松本間の建設を鉄道局に免許出願。間もなく仮免許を得たため佐分利一嗣を主任技師に渡辺嘉一を顧問技師として測量に着手し、翌1888年（明治21年）には建設計画書等を提出し本免許を得ようとした。しかし同局は、御殿場 - 甲府間については地形が急峻であるため鉄道建設が困難であることと、採算上からも建設に疑問があることを理由として認可せず、甲府 - 松本間についてのみ本免許を交付した。
御殿場 - 甲府間が未認可となったことから、本免許を得た甲府 - 松本間も着工されなかった。そのまま1892年（明治25年）の鉄道敷設法公布を迎え、中央線の建設が決定したことから免許の返納という形で計画は幕を下ろした。

## 御殿場 - 甲府間の建設計画
未認可となった御殿場 - 甲府間のルートは、御殿場駅 - 籠坂峠 - 富士吉田 - 青木ヶ原 - 御坂山地 （鍵掛峰もしくは阿難坂） - 葦川渓谷 - 甲府盆地を予定していたが、そのうち鍵掛峰では鋼索鉄道もしくはアプト式鉄道にて列車を昇降、葦川渓谷では十数か所に及ぶスイッチバックの設置が企画されていた。このほかにも25パーミル片勾配の2500メートルにも及ぶトンネル建設など、当時としては無謀に近い計画案であり、鉄道局もこの点を問題として認可しなかった。